# Голден-Медоу (Луїзіана)
Голден-Медоу (англ. Golden Meadow) — місто (англ. town) в США, в окрузі Лафурш штату Луїзіана. Населення — 1761 особа (2020).

## Географія
Голден-Медоу розташований за координатами 29°23′12″ пн. ш. 90°16′29″ зх. д. / 29.38667° пн. ш. 90.27472° зх. д. (29.386601, -90.274824).  За даними Бюро перепису населення США в 2010 році місто мало площу 7,61 км², з яких 6,33 км² — суходіл та 1,27 км² — водойми.

## Демографія
Згідно з переписом 2010 року, у місті мешкала 2101 особа в 823 домогосподарствах у складі 526 родин. Густота населення становила 276 осіб/км².  Було 959 помешкань (126/км²).
Расовий склад населення:
| - 83,4 % — білих - 7,8 % — корінних американців - 1,6 % — чорних або афроамериканців - 0,1 % — вихідців з тихоокеанських островів - 5,0 % — осіб інших рас |

До двох чи більше рас належало 2,0 %. Частка іспаномовних становила 7,3 % від усіх жителів.
За віковим діапазоном населення розподілялося таким чином: 23,8 % — особи молодші 18 років, 61,2 % — особи у віці 18—64 років, 15,0 % — особи у віці 65 років та старші. Медіана віку мешканця становила 38,9 року. На 100 осіб жіночої статі у місті припадало 104,4 чоловіків;  на 100 жінок у віці від 18 років та старших — 100,2 чоловіків також старших 18 років.
Середній дохід на одне домашнє господарство  становив 66 207 доларів США (медіана — 52 938), а середній дохід на одну сім'ю — 67 386 доларів (медіана — 60 781). Медіана доходів становила 46 719 доларів для чоловіків та 25 132 долари для жінок. За межею бідності перебувало 19,9 % осіб, у тому числі 40,2 % дітей у віці до 18 років та 21,1 % осіб у віці 65 років та старших.
Цивільне працевлаштоване населення становило 803 особи. Основні галузі зайнятості: транспорт — 15,1 %, будівництво — 13,7 %, сільське господарство, лісництво, риболовля — 13,6 %.